# Ексел центар (Лондон)
Ексел центар (енгл. ExCeL London (Exhibition Centre London)) представља изложбени и конгресни комплекс у Лондону (Уједињено Краљевство). Обухвата површину од 100.000 м2 на северном кеју пристаништа Ројал Викторија у лондонској градској општини Њуем. 
У центру се одржавају бројне изложбене, конгресне, музичке, спортске и верске манифестације. 
Пројекат и грађевинске радове на центру изводила је компанија Sir Robert McAlpine Ltd а завршетак радова и свечано отварање комплекса десили су се у новембру 2000. године. У мају 2010. завршени су радови на проширењу објекта доградњом нових конгресних дворана и банкет сала. Власништво над објектом је у мају 2008. године преузела компанија Abu Dhabi National Exhibitions Company из Уједињених Арапских Емирата. 
Грађевину чине две паралелне правоугаоне целине просечне површине 44.546 м2 између којих се налази централни хол са бројним услужним радњама и инфо пунктовима. У оквиру објекта послује 6 хотела, 30 кафића и ресторана, а паркинг простор има места за 3.700 возила. У априлу 2009. Ексел центар је био домаћин самита Г20 индустријски развијених земаља. 
Током Летњих олимпијских игара 2012. у Лондону Ексел центар је служио и као олимпијско борилиште. У ту сврху цела грађевина је подељена на 4 велике дворане капацитета између 6.000 и 10.000 седећих места за такмичења у боксу, мачевању, рвању, џудоу, теквондоу, стоном тенису и дизању тегова.